# Кутанс
Кутанс (фр. Coutances) насеље је и општина у северној Француској у региону Доња Нормандија, у департману Манш која припада префектури Кутанс.
По подацима из 2011. године у општини је живело 9311 становника, а густина насељености је износила 744,28 становника/km². Општина се простире на површини од 12,51 km². Налази се на средњој надморској висини од 92 метара (максималној 150 m, а минималној 12 m).

## Демографија
| 1962. | 1968. | 1975. | 1982. | 1990. | 1999. | 2011. |
| ----- | ----- | ----- | ----- | ----- | ----- | ----- |
| 8.606 | 9.061 | 9.869 | 9.930 | 9.715 | 9.522 | 9.311 |

График промене броја становника у току последњих година